# Херсонський машинобудівний завод
Науково-виробниче підприємство «Херсонський машинобудівний завод» (раніше Херсонський комбайновий завод, Херсонський машинобудівний комбайновий завод) — підприємство сільсько-господарського машинобудування. Заснований 1887 року як чавуноливарні майстерні, з 1909 — завод.

## Історія
Історія підприємства розпочинається в 1887 році, коли в Херсоні були створені чавуноливарні майстерні.
У 1909 році чавуноливарний завод змінив спеціалізацію й був перетворений на завод з виробництва сількогосподарськ машин й сільськогосподарського інструменту.

### Революція
На початку 1920-х років завод сільгоспмашин І. Гуревича був націоналізований і в 1923 році - отримав нову назву: Херсонський завод сільськогосподарського машинобудування імені Г. І. Петровського.
Після початку індустріалізації СРСР завод було реконструйовано, до 1932 року завод був одним з найбільших промислових підприємств міста (чисельність працівників заводу становила близько 4 тисяч осіб).

### Друга світова війна

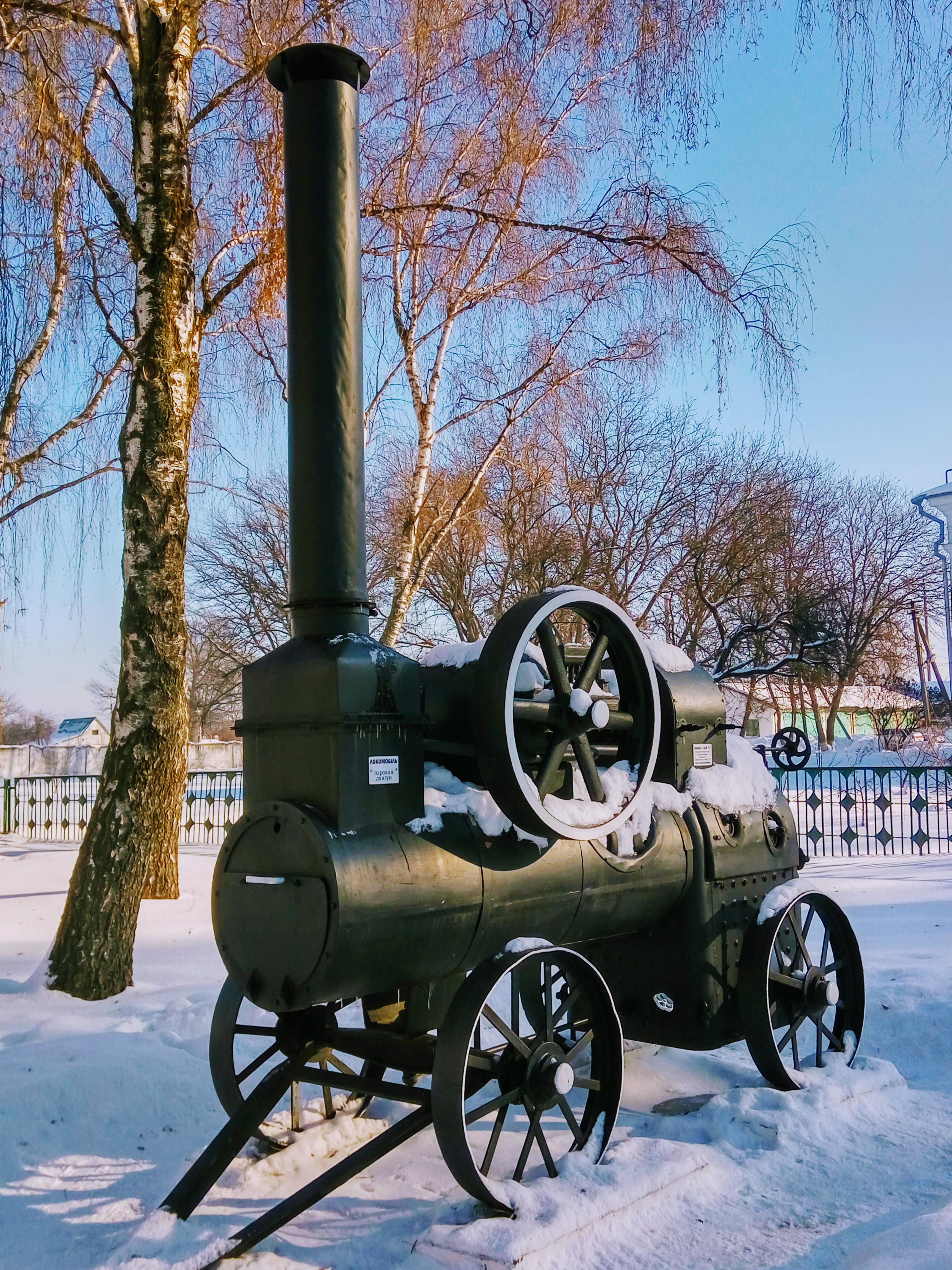
Пам'ятник локомобілю П-38 (Диканька, Полтавська область)

До початку Другої світової війни завод опанував виробництво нафторушіїв, рядних тракторних сівалок, тракторних борон, бавовнозбиральних машин, в 1934 - 1941 рр. виготовляв локомобілі і вітряні двигуни.
В період німецької окупації (19 серпня 1941 — 13 березня 1943) завод простоював і навесні 1943 року був зруйнований відступаючими військами. В 1945 році відновлений завод поставив першу продукцію - локомобілі, які стали основною продукцією підприємства в післявоєнні роки (в зв'язку з цим завод отримав нове найменування: локомобільний завод імені Г. І. Петровського).
Виробництво локомобілів продовжувалося до 1956 року, від 1956 року завод почав виготовляти кукурудзозбиральні комбайни "Херсонець" (після чого отримав нову назву: Херсонський комбайновий завод імені Г. І. Петровського).
Від 1965 року завод почав виробництво техніки для меліорації й зрошувального землеробства.
6 січня 1971 року завод було нагороджено орденом Трудового Червоного Прапора.
Відповідно до постанови Ради міністрів СРСР № 74 від 25 січня 1974 року в 1974 - 1977 рр. розпочалася реконструкція заводу з розширенням виробничих потужностей.
За результатами діяльності в 1977 році, за досягнення в підвищенні технічного рівня й якості продукції завод було нагороджено дпломом ВЦСПС і Держстандарту СРСР. В 1978 - 1983 роках роботи з розширення виробничих потужностей були продовжені з метою створення потужностей з виробництва шестирядних самохідних кукурудзозбиральних комбайнів.
У 1981 році завод став головним підприємством виробничого об'єднання "Херсонський комбайновий завод імені Г. І. Петровського".
Станом на початок 1985 року, завод входив до переліку провідних підприємств міста.
У радянські часи на балансі заводу перебували об'єкти соціальної інфраструктури: стадіон "Петровець", пансіонат, їдальня, декілька гуртожитків.

## Продукція
Сучасна продукція: самохідні зернозбиральні комбайни «Славутич», з 2012 року — самохідні зернозбиральні комбайни «Скіф»: «Скіф-230», «Скіф-230А», «Скіф-250», «Скіф-250р»; жниварки для збирання зернових культур, жниварки для збирання кукурудзи та соняшнику, пристосування для збирання ріпаку та гірчиці, візки для транспортування жаток, платформи-підбирачі.
На 2013 рік на полях України працюють більше 1000 комбайнів «Славутич», 3000 жниварок для збирання кукурудзи та більше 5000 жниварок для збирання соняшника.
Продукція експортується в Болгарію, Росію, Польщу, Сербію, Угорщину, Чорногорію.
На початку травня 2018 року після кількарічної перерви відновлено виробництво комбайнів.
В 2018 році завод спільно з фінською компанією виготовив вісім комбайнів Skif-280 Superior з потужністю двигуна 280 к.с. На виставці Агро-2019 планується представити зернозбиральний комбайн Skif-310, який створено в результаті співпраці з фінською компанією Sampo-Rosenlew. Комбайн цієї моделі пройшов випробування у 2017-2018 роках і вже поставлений на серійне виробництво.
Наприкінці 2018 року стало відомо, що ТОВ «Науково-виробниче підприємство «Херсонський машинобудівний завод» та китайська компанія YTO Group Corporation (YTO) планують створити підприємство з виробництва тракторів. З 2017 року Херсонський машинобудівний завод є офіційним дилером китайської компанії YTO Group Corporation.

### Військова техніка
У вересні 2016 року заступник директора Херсонського машинобудівного заводу по новій техніці Сергій Халімулін повідомив про плани освоїти на заводі виробництво корпусів бронетранспортерів для вітчизняної оборонної промисловості. На той час виробництво корпусів бронетранспортерів було налагоджене на Київському бронетанковому заводі, що дозволило створити повністю замкнутий цикл виробництва БТР-3. Випуск БТР-4 освоєний ще й в Житомирі, на додаток до потужностей харківського заводу. Виготовити перший корпус заплановано вже на кінець 2016 року. Раніше на заводі на замовлення ДК «Укроборонпром» було налагоджене серійне виробництво плит для мінометів.

## Нагороди
- Орден Трудового Червоного Прапора (1971).
- Диплом якості «UNIVERSAL QUALITY» в номінації «Лідери машинобудівної галузі України» (2000).